# Alice in Chains/Diskografie
Diese Diskografie ist eine Übersicht über die musikalischen Werke der US-amerikanischen Rockband Alice in Chains und ihres Pseudonyms Diamond Lie. Den Schallplattenauszeichnungen zufolge hat sie bisher mehr als 32,3 Millionen Tonträger verkauft. Ihre erfolgreichste Veröffentlichung ist das zweite Studioalbum Dirt mit über 5,2 Millionen verkauften Einheiten.

## Alben

### Studioalben
| Jahr | Titel Musiklabel                                   | Höchstplatzierung, Gesamtwochen, AuszeichnungChartplatzierungen (Jahr, Titel, Musiklabel, Platzierungen, Wochen, Auszeichnungen, Anmerkungen) | Höchstplatzierung, Gesamtwochen, AuszeichnungChartplatzierungen (Jahr, Titel, Musiklabel, Platzierungen, Wochen, Auszeichnungen, Anmerkungen) | Höchstplatzierung, Gesamtwochen, AuszeichnungChartplatzierungen (Jahr, Titel, Musiklabel, Platzierungen, Wochen, Auszeichnungen, Anmerkungen) | Höchstplatzierung, Gesamtwochen, AuszeichnungChartplatzierungen (Jahr, Titel, Musiklabel, Platzierungen, Wochen, Auszeichnungen, Anmerkungen) | Höchstplatzierung, Gesamtwochen, AuszeichnungChartplatzierungen (Jahr, Titel, Musiklabel, Platzierungen, Wochen, Auszeichnungen, Anmerkungen) | Höchstplatzierung, Gesamtwochen, AuszeichnungChartplatzierungen (Jahr, Titel, Musiklabel, Platzierungen, Wochen, Auszeichnungen, Anmerkungen) | Anmerkungen                                                    |
| Jahr | Titel Musiklabel                                   | DE | AT | CH | UK | US | Rock | Anmerkungen                                                    |
| ---- | -------------------------------------------------- | --- | --- | --- | --- | --- | --- | -------------------------------------------------------------- |
| 1990 | Facelift Columbia Records (Sony)                   | DE41 a (1 Wo.)DE | — | — | UK— SilberUK | US42 a ×3Dreifachplatin · (60 Wo.)US | Rock24 (1 Wo.)Rock | Erstveröffentlichung: 21. August 1990 Verkäufe: + 3.060.000    |
| 1992 | Dirt Columbia Records (Sony)                       | DE25 b (24 Wo.)DE | AT62 b (1 Wo.)AT | CH24 b (1 Wo.)CH | UK36 b Gold · (14 Wo.)UK | US6 ×5Fünffachplatin · (102 Wo.)US | Rock1 (2 Wo.)Rock | Erstveröffentlichung: 29. September 1992 Verkäufe: + 5.277.500 |
| 1995 | Alice in Chains Columbia Records (Sony)            | DE93 (4 Wo.)DE | — | — | UK37 Silber · (2 Wo.)UK | US1 ×2Doppelplatin · (46 Wo.)US | — | Erstveröffentlichung: 7. November 1995 Verkäufe: + 2.195.000   |
| 2009 | Black Gives Way to Blue Virgin Records (EMI)       | DE21 (4 Wo.)DE | AT14 (3 Wo.)AT | CH21 (5 Wo.)CH | UK19 (2 Wo.)UK | US5 Gold · (32 Wo.)US | Rock3 (31 Wo.)Rock | Erstveröffentlichung: 25. September 2009 Verkäufe: + 540.000   |
| 2013 | The Devil Put Dinosaurs Here Capitol Records (UMG) | DE23 (2 Wo.)DE | AT13 (2 Wo.)AT | CH11 (3 Wo.)CH | UK22 (2 Wo.)UK | US2 (15 Wo.)US | Rock1 (14 Wo.)Rock | Erstveröffentlichung: 24. Mai 2013                             |
| 2018 | Rainier Fog BMG Rights Management (WMG)            | DE8 (3 Wo.)DE | AT6 (4 Wo.)AT | CH3 (4 Wo.)CH | UK9 (2 Wo.)UK | US12 (2 Wo.)US | Rock1 (3 Wo.)Rock | Erstveröffentlichung: 24. August 2018                          |

grau schraffiert: keine Chartdaten aus diesem Jahr verfügbar

### Livealben
| Jahr | Titel Musiklabel                        | Höchstplatzierung, Gesamtwochen, AuszeichnungChartplatzierungen (Jahr, Titel, Musiklabel, Platzierungen, Wochen, Auszeichnungen, Anmerkungen) | Höchstplatzierung, Gesamtwochen, AuszeichnungChartplatzierungen (Jahr, Titel, Musiklabel, Platzierungen, Wochen, Auszeichnungen, Anmerkungen) | Höchstplatzierung, Gesamtwochen, AuszeichnungChartplatzierungen (Jahr, Titel, Musiklabel, Platzierungen, Wochen, Auszeichnungen, Anmerkungen) | Höchstplatzierung, Gesamtwochen, AuszeichnungChartplatzierungen (Jahr, Titel, Musiklabel, Platzierungen, Wochen, Auszeichnungen, Anmerkungen) | Höchstplatzierung, Gesamtwochen, AuszeichnungChartplatzierungen (Jahr, Titel, Musiklabel, Platzierungen, Wochen, Auszeichnungen, Anmerkungen) | Höchstplatzierung, Gesamtwochen, AuszeichnungChartplatzierungen (Jahr, Titel, Musiklabel, Platzierungen, Wochen, Auszeichnungen, Anmerkungen) | Anmerkungen                                               |
| Jahr | Titel Musiklabel                        | DE | AT | CH | UK | US | Rock | Anmerkungen                                               |
| ---- | --------------------------------------- | --- | --- | --- | --- | --- | --- | --------------------------------------------------------- |
| 1996 | MTV Unplugged Columbia Records (Sony)   | DE46 (7 Wo.)DE | AT23 (6 Wo.)AT | CH41 (3 Wo.)CH | UK20 Silber · (3 Wo.)UK | US3 ×2Doppelplatin · (33 Wo.)US | — | Erstveröffentlichung: 29. Juli 1996 Verkäufe: + 2.152.500 |
| 2000 | Live Columbia Records (Sony)            | — | — | — | — | US142 (2 Wo.)US | — | Erstveröffentlichung: 4. Dezember 2000                    |
| 2016 | Live – Facelift Columbia Records (Sony) | — | — | — | — | — | — | Erstveröffentlichung: 25. November 2016                   |

grau schraffiert: keine Chartdaten aus diesem Jahr verfügbar

### Kompilationen
| Jahr | Titel Musiklabel                                        | Höchstplatzierung, Gesamtwochen, AuszeichnungChartplatzierungen (Jahr, Titel, Musiklabel, Platzierungen, Wochen, Auszeichnungen, Anmerkungen) | Höchstplatzierung, Gesamtwochen, AuszeichnungChartplatzierungen (Jahr, Titel, Musiklabel, Platzierungen, Wochen, Auszeichnungen, Anmerkungen) | Höchstplatzierung, Gesamtwochen, AuszeichnungChartplatzierungen (Jahr, Titel, Musiklabel, Platzierungen, Wochen, Auszeichnungen, Anmerkungen) | Höchstplatzierung, Gesamtwochen, AuszeichnungChartplatzierungen (Jahr, Titel, Musiklabel, Platzierungen, Wochen, Auszeichnungen, Anmerkungen) | Höchstplatzierung, Gesamtwochen, AuszeichnungChartplatzierungen (Jahr, Titel, Musiklabel, Platzierungen, Wochen, Auszeichnungen, Anmerkungen) | Höchstplatzierung, Gesamtwochen, AuszeichnungChartplatzierungen (Jahr, Titel, Musiklabel, Platzierungen, Wochen, Auszeichnungen, Anmerkungen) | Anmerkungen                                               |
| Jahr | Titel Musiklabel                                        | DE | AT | CH | UK | US | Rock | Anmerkungen                                               |
| ---- | ------------------------------------------------------- | --- | --- | --- | --- | --- | --- | --------------------------------------------------------- |
| 1994 | Jar of Flies / Sap Columbia Records (Sony)              | — | — | — | — | — | — | Erstveröffentlichung: 18. Januar 1994                     |
| 1999 | Nothing’s Safe: Best of the Box Columbia Records (Sony) | — | — | — | UK— SilberUK | US20 Platin · (17 Wo.)US | — | Erstveröffentlichung: 28. Juni 1999 Verkäufe: + 1.067.500 |
| 2001 | Greatest Hits Columbia Records (Sony)                   | — | — | — | — | US112 Platin · (4 Wo.)US | — | Erstveröffentlichung: 24. Juli 2001 Verkäufe: + 1.007.500 |
| 2004 | The Essential Alice in Chains Columbia Records (Sony)   | — | — | — | — | US139 Gold · (1 Wo.)US | — | Erstveröffentlichung: 30. März 2004 Verkäufe: + 500.000   |

grau schraffiert: keine Chartdaten aus diesem Jahr verfügbar

### EPs
| Jahr | Titel Musiklabel                     | Höchstplatzierung, Gesamtwochen, AuszeichnungChartplatzierungen (Jahr, Titel, Musiklabel, Platzierungen, Wochen, Auszeichnungen, Anmerkungen) | Höchstplatzierung, Gesamtwochen, AuszeichnungChartplatzierungen (Jahr, Titel, Musiklabel, Platzierungen, Wochen, Auszeichnungen, Anmerkungen) | Höchstplatzierung, Gesamtwochen, AuszeichnungChartplatzierungen (Jahr, Titel, Musiklabel, Platzierungen, Wochen, Auszeichnungen, Anmerkungen) | Höchstplatzierung, Gesamtwochen, AuszeichnungChartplatzierungen (Jahr, Titel, Musiklabel, Platzierungen, Wochen, Auszeichnungen, Anmerkungen) | Höchstplatzierung, Gesamtwochen, AuszeichnungChartplatzierungen (Jahr, Titel, Musiklabel, Platzierungen, Wochen, Auszeichnungen, Anmerkungen) | Höchstplatzierung, Gesamtwochen, AuszeichnungChartplatzierungen (Jahr, Titel, Musiklabel, Platzierungen, Wochen, Auszeichnungen, Anmerkungen) | Anmerkungen                                                 |
| Jahr | Titel Musiklabel                     | DE | AT | CH | UK | US | Rock | Anmerkungen                                                 |
| ---- | ------------------------------------ | --- | --- | --- | --- | --- | --- | ----------------------------------------------------------- |
| 1988 | The Treehouse Tapes Eigenvertrieb    | — | — | — | — | — | — | Erstveröffentlichung: 1988                                  |
| 1990 | We Die Young Columbia Records (Sony) | — | — | — | — | — | — | Erstveröffentlichung: 1990                                  |
| 1992 | Sap Columbia Records (Sony)          | — | — | — | — | US134 Gold · (1 Wo.)US | Rock20 (1 Wo.)Rock | Erstveröffentlichung: 4. Februar 1992 Verkäufe: + 500.000   |
| 1994 | Jar of Flies Columbia Records (Sony) | DE25 (14 Wo.)DE | AT22 (8 Wo.)AT | CH31 (4 Wo.)CH | UK4 Silber · (6 Wo.)UK | US1 ×4Vierfachplatin · (60 Wo.)US | — | Erstveröffentlichung: 18. Januar 1994 Verkäufe: + 4.275.000 |

grau schraffiert: keine Chartdaten aus diesem Jahr verfügbar

## Singles
| Jahr | Titel Album                                    | Höchstplatzierung, Gesamtwochen, AuszeichnungChartplatzierungen (Jahr, Titel, Album, Platzierungen, Wochen, Auszeichnungen, Anmerkungen) | Höchstplatzierung, Gesamtwochen, AuszeichnungChartplatzierungen (Jahr, Titel, Album, Platzierungen, Wochen, Auszeichnungen, Anmerkungen) | Höchstplatzierung, Gesamtwochen, AuszeichnungChartplatzierungen (Jahr, Titel, Album, Platzierungen, Wochen, Auszeichnungen, Anmerkungen) | Höchstplatzierung, Gesamtwochen, AuszeichnungChartplatzierungen (Jahr, Titel, Album, Platzierungen, Wochen, Auszeichnungen, Anmerkungen) | Höchstplatzierung, Gesamtwochen, AuszeichnungChartplatzierungen (Jahr, Titel, Album, Platzierungen, Wochen, Auszeichnungen, Anmerkungen) | Höchstplatzierung, Gesamtwochen, AuszeichnungChartplatzierungen (Jahr, Titel, Album, Platzierungen, Wochen, Auszeichnungen, Anmerkungen) | Anmerkungen                                                   |
| Jahr | Titel Album                                    | DE | AT | CH | UK | US | Rock | Anmerkungen                                                   |
| ---- | ---------------------------------------------- | --- | --- | --- | --- | --- | --- | ------------------------------------------------------------- |
| 1990 | We Die Young Facelift                          | — | — | — | — | — | — | Erstveröffentlichung: 1990                                    |
| 1991 | Man in the Box Facelift                        | — | — | — | UK— SilberUK | US— ×3DreifachplatinUS | — | Erstveröffentlichung: 23. Mai 1991 Verkäufe: + 3.200.000      |
| 1992 | Would? Dirt                                    | — | — | — | UK19 Silber · (3 Wo.)UK | US— ×2DoppelplatinUS | Rock15 (1 Wo.)Rock | Erstveröffentlichung: 7. Juni 1992 Verkäufe: + 2.235.000      |
| 1992 | Them Bones Dirt                                | — | — | — | UK26 (3 Wo.)UK | US— PlatinUS | — | Erstveröffentlichung: 8. September 1992 Verkäufe: + 1.000.000 |
| 1992 | Angry Chair Dirt                               | — | — | — | UK33 (2 Wo.)UK | — | — | Erstveröffentlichung: 6. Dezember 1992                        |
| 1993 | Rooster Dirt                                   | — | — | — | — | US— ×2DoppelplatinUS | — | Erstveröffentlichung: 22. Februar 1993 Verkäufe: + 2.000.000  |
| 1993 | Down in a Hole Dirt                            | — | — | — | UK36 (2 Wo.)UK | US— PlatinUS | — | Erstveröffentlichung: 30. August 1993 Verkäufe: + 1.000.000   |
| 1994 | No Excuses Jar of Flies                        | — | — | — | — | US— GoldUS | — | Erstveröffentlichung: 1994 Verkäufe: + 500.000                |
| 1995 | I Stay Away Jar of Flies                       | — | — | — | — | US— GoldUS | — | Erstveröffentlichung: 29. August 1995 Verkäufe: + 500.000     |
| 1995 | Grind Alice in Chains                          | — | — | — | UK23 (2 Wo.)UK | — | — | Erstveröffentlichung: 3. Oktober 1995                         |
| 1995 | Over Now Alice in Chains                       | — | — | — | — | — | — | Erstveröffentlichung: 7. November 1995                        |
| 1996 | Again Alice in Chains                          | — | — | — | — | — | — | Erstveröffentlichung: 1996                                    |
| 1996 | Heaven Beside You Alice in Chains              | — | — | — | UK35 (2 Wo.)UK | US— GoldUS | — | Erstveröffentlichung: Januar 1996 Verkäufe: + 500.000         |
| 1999 | Get Born Again Nothing’s Safe: Best of the Box | — | — | — | — | — | — | Erstveröffentlichung: 6. Juli 1999                            |
| 1999 | Fear the Voices Musik Bank                     | — | — | — | — | — | — | Erstveröffentlichung: 6. Juli 1999                            |
| 2000 | Man in the Box (Live) Live                     | — | — | — | — | — | — | Erstveröffentlichung: 2000                                    |
| 2009 | A Looking in View Black Gives Way to Blue      | — | — | — | — | — | Rock27 (8 Wo.)Rock | Erstveröffentlichung: 30. Juni 2009                           |
| 2009 | Check My Brain Black Gives Way to Blue         | — | — | — | — | US92 (4 Wo.)US | Rock1 (25 Wo.)Rock | Erstveröffentlichung: 17. August 2009                         |
| 2009 | Your Decision Black Gives Way to Blue          | — | — | — | — | — | Rock1 (29 Wo.)Rock | Erstveröffentlichung: 16. November 2009                       |
| 2010 | Lesson Learned Black Gives Way to Blue         | — | — | — | — | — | Rock10 (20 Wo.)Rock | Erstveröffentlichung: 22. Juni 210                            |
| 2013 | Hollow The Devil Put Dinosaurs Here            | — | — | — | — | — | Rock37 (6 Wo.)Rock | Erstveröffentlichung: 8. Januar 2013                          |
| 2013 | Stone The Devil Put Dinosaurs Here             | — | — | — | — | — | Rock37 (7 Wo.)Rock | Erstveröffentlichung: 26. März 2013                           |
| 2016 | Tears 2112 (40th Anniversary Edition)          | — | — | — | — | — | — | Erstveröffentlichung: 18. November 2016                       |
| 2018 | The One You Know Rainier Fog                   | — | — | — | — | — | Rock36 (2 Wo.)Rock | Erstveröffentlichung: 4. Mai 2018                             |
| 2018 | So Far Under Rainier Fog                       | — | — | — | — | — | — | Erstveröffentlichung: 27. Juni 2018                           |
| 2018 | Never Fade Rainier Fog                         | — | — | — | — | — | — | Erstveröffentlichung: 10. August 2018                         |

grau schraffiert: keine Chartdaten aus diesem Jahr verfügbar

## Videoalben und Musikvideos

### Videoalben
| Jahr | Titel Musiklabel                               | Höchstplatzierung, Gesamtwochen, AuszeichnungChartplatzierungen (Jahr, Titel, Musiklabel, Platzierungen, Wochen, Auszeichnungen, Anmerkungen) | Höchstplatzierung, Gesamtwochen, AuszeichnungChartplatzierungen (Jahr, Titel, Musiklabel, Platzierungen, Wochen, Auszeichnungen, Anmerkungen) | Höchstplatzierung, Gesamtwochen, AuszeichnungChartplatzierungen (Jahr, Titel, Musiklabel, Platzierungen, Wochen, Auszeichnungen, Anmerkungen) | Höchstplatzierung, Gesamtwochen, AuszeichnungChartplatzierungen (Jahr, Titel, Musiklabel, Platzierungen, Wochen, Auszeichnungen, Anmerkungen) | Höchstplatzierung, Gesamtwochen, AuszeichnungChartplatzierungen (Jahr, Titel, Musiklabel, Platzierungen, Wochen, Auszeichnungen, Anmerkungen) | Höchstplatzierung, Gesamtwochen, AuszeichnungChartplatzierungen (Jahr, Titel, Musiklabel, Platzierungen, Wochen, Auszeichnungen, Anmerkungen) | Anmerkungen                                                                |
| Jahr | Titel Musiklabel                               | DE | AT | CH | UK | US | Rock | Anmerkungen                                                                |
| ---- | ---------------------------------------------- | --- | --- | --- | --- | --- | --- | -------------------------------------------------------------------------- |
| 1991 | Live – Facelift Columbia Records (Sony)        | — | — | — | — | US— GoldUS | — | Erstveröffentlichung: 30. Juli 1991 Verkäufe: + 50.000                     |
| 1995 | The Nona Tapes Columbia Records (Sony)         | — | — | — | — | US32 (15 Wo.)US | — | Erstveröffentlichung: 23. Februar 1995                                     |
| 1996 | MTV Unplugged Columbia Records (Sony)          | DE*DE | AT*AT | CH*CH | — | US7 Gold · (27 Wo.)US | — | Erstveröffentlichung: 10. April 1996 Verkäufe: + 50.000; * siehe Livealbum |
| 1999 | Music Bank: The Videos Columbia Records (Sony) | — | — | — | — | US11 Gold · (5 Wo.)US | — | Erstveröffentlichung: 26. Oktober 1999 Verkäufe: + 50.000                  |

grau schraffiert: keine Chartdaten aus diesem Jahr verfügbar

### Musikvideos
| Jahr | Titel                        | Regie                                              |
| ---- | ---------------------------- | -------------------------------------------------- |
| 1990 | We Die Young                 | — (Version 1) Rocky Schenck (Version 2)            |
| 1991 | Sea of Sorrow                | Paul Rachman (Version 1) Martyn Atkins (Version 2) |
| 1991 | Man in the Box               | Paul Rachman                                       |
| 1992 | Would?                       | Cameron Crowe, Josh Taft                           |
| 1992 | Them Bones                   | Rocky Schenck                                      |
| 1992 | Angry Chair                  | Matt Mahurin                                       |
| 1993 | Rooster                      | Mark Pellington                                    |
| 1993 | What the Hell Have I         | Rocky Schenck                                      |
| 1993 | Down in a Hole               | Nigel Dick                                         |
| 1994 | No Excuses                   | Matt Mahurin                                       |
| 1994 | I Stay Away                  | Nick Donkin                                        |
| 1995 | Grind                        | Rocky Schenck                                      |
| 1996 | Heaven Beside You            | Frank W. Ockenfels III                             |
| 1996 | Again                        | Layne Staley, George Vale                          |
| 1999 | Get Born Again               | Paul Fedor                                         |
| 2009 | A Looking in View            | Stephen Schuster                                   |
| 2009 | Check My Brain               | Alexandre Courtès                                  |
| 2009 | Your Decision                | Stephen Schuster                                   |
| 2010 | Lesson Learned               | Paul Matthaeus                                     |
| 2010 | Acid Bubble                  | Nick Goso                                          |
| 2010 | Last of My Kind (Live)       | —                                                  |
| 2012 | Hollow                       | Robert Schober                                     |
| 2013 | Stone                        | Robert Schober                                     |
| 2013 | Voices                       | Robert Schober                                     |
| 2013 | The Devil Put Dinosaurs Here | Travis Hopkins                                     |
| 2014 | Phantom Limb                 | Robert Schober                                     |
| 2018 | The One You Know             | Adam Manson                                        |
| 2018 | Never Fade                   | Adam Manson                                        |
| 2019 | Rainier Fog                  | Alice in Chains, Peter Darley Miller               |

## Boxsets
| Jahr | Titel Musiklabel                   | Höchstplatzierung, Gesamtwochen, AuszeichnungChartplatzierungen (Jahr, Titel, Musiklabel, Platzierungen, Wochen, Auszeichnungen, Anmerkungen) | Höchstplatzierung, Gesamtwochen, AuszeichnungChartplatzierungen (Jahr, Titel, Musiklabel, Platzierungen, Wochen, Auszeichnungen, Anmerkungen) | Höchstplatzierung, Gesamtwochen, AuszeichnungChartplatzierungen (Jahr, Titel, Musiklabel, Platzierungen, Wochen, Auszeichnungen, Anmerkungen) | Höchstplatzierung, Gesamtwochen, AuszeichnungChartplatzierungen (Jahr, Titel, Musiklabel, Platzierungen, Wochen, Auszeichnungen, Anmerkungen) | Höchstplatzierung, Gesamtwochen, AuszeichnungChartplatzierungen (Jahr, Titel, Musiklabel, Platzierungen, Wochen, Auszeichnungen, Anmerkungen) | Höchstplatzierung, Gesamtwochen, AuszeichnungChartplatzierungen (Jahr, Titel, Musiklabel, Platzierungen, Wochen, Auszeichnungen, Anmerkungen) | Anmerkungen                            |
| Jahr | Titel Musiklabel                   | DE | AT | CH | UK | US | Rock | Anmerkungen                            |
| ---- | ---------------------------------- | --- | --- | --- | --- | --- | --- | -------------------------------------- |
| 1999 | Music Bank Columbia Records (Sony) | — | — | — | — | US123 (1 Wo.)US | — | Erstveröffentlichung: 26. Oktober 1999 |

grau schraffiert: keine Chartdaten aus diesem Jahr verfügbar

## Promoveröffentlichungen
| Jahr | Titel Album                                 | Anmerkungen                                                         |
| ---- | ------------------------------------------- | ------------------------------------------------------------------- |
| 1991 | Bleed the Freak Facelift                    | Erstveröffentlichung: 1991                                          |
| 1991 | Sea of Sorrow Facelift                      | Erstveröffentlichung: 1991                                          |
| 1993 | What the Hell Have I Dirt (Limited Edition) | Erstveröffentlichung: 8. Juli 1993 Neuauflage: 22. April 2017 (RSD) |
| 2009 | Your Decision Black Gives Way to Blue       | Erstveröffentlichung: 16. November 2009                             |
| 2010 | Lesson Learned Black Gives Way to Blue      | Erstveröffentlichung: 21. Juni 2010                                 |
| 2013 | Voices The Devil Put Dinosaurs Here         | Erstveröffentlichung: 13. August 2013                               |

## Sonderveröffentlichungen

### Alben
| Jahr | Titel Musiklabel                                                 | Anmerkungen                                                                       |
| ---- | ---------------------------------------------------------------- | --------------------------------------------------------------------------------- |
| 2001 | Jar of Flies / Facelift / Dirt Columbia Records (Sony)           | Erstveröffentlichung: 17. September 2001 Teil der „Original-123“-Reihe            |
| 2003 | Facelift / Dirt / Alice in Chains Columbia Records (Sony)        | Erstveröffentlichung: 1. Dezember 2003 Teil der „3CD“-Reihe                       |
| 2011 | Original Album Classics Columbia Records • Legacy Records (Sony) | Erstveröffentlichung: 26. September 2011 Teil der „Original-Album-Classics“-Reihe |

| Jahr | Titel Musiklabel              | Anmerkungen                                |
| ---- | ----------------------------- | ------------------------------------------ |
| 1988 | Diamond Lie Eigenvertrieb     | Erstveröffentlichung: 1988 als Diamond Lie |
| 1989 | Alice in Chains Eigenvertrieb | Erstveröffentlichung: 1989                 |

| Jahr | Titel Musiklabel                                                                 | Anmerkungen                                                               |
| ---- | -------------------------------------------------------------------------------- | ------------------------------------------------------------------------- |
| 1992 | Dirt & Sap Columbia Records (Sony)                                               | Erstveröffentlichung: 1992 Labelveröffentlichung                          |
| 1993 | Dirt / Facelift Columbia Records (Sony)                                          | Erstveröffentlichung: 18. Oktober 1993 Labelveröffentlichung              |
| 1996 | Up Close MediaAmerica Radio (MAR)                                                | Erstveröffentlichung: 1996 Teil der „Up-Close-with-Dan-Neer“-Reihe        |
| 2003 | Music Bank: The Videos + Nothing’s Safe: Best of the Box Columbia Records (Sony) | Erstveröffentlichung: 24. November 2003 Teil der „Now-See-Hear“-Reihe     |
| 2006 | Dirt + MTV Unplugged Columbia Records (Sony)                                     | Erstveröffentlichung: 10. April 2006 Teil der „Two-Original-Albums“-Reihe |
| 2007 | Discover Beyond Sony Music (Sony)                                                | Erstveröffentlichung: 2007 Mini-Kompilation                               |
| 2007 | Discover More Sony Music (Sony)                                                  | Erstveröffentlichung: 2007 Mini-Kompilation                               |
| 2007 | Facelift + Alice in Chains Columbia Records (Sony BMG)                           | Erstveröffentlichung: 17. September 2007 Teil der „x2“-Reihe              |
| 2010 | Discover Further Sony Music (Sony)                                               | Erstveröffentlichung: 8. November 2010 Mini-Kompilation                   |

| Jahr | Titel Musiklabel                                                     | Anmerkungen                                                  |
| ---- | -------------------------------------------------------------------- | ------------------------------------------------------------ |
| 2015 | Live at the Palladium Lilith Records (Lilith)                        | Erstveröffentlichung: 25. Februar 2015 Labelveröffentlichung |
| 2016 | Freak Show Parachute Records (Para)                                  | Erstveröffentlichung: 5. August 2016 Labelveröffentlichung   |
| 2017 | Live at Sheraton La Reina in Los Angeles Lasgo Worldwide Media (DOR) | Erstveröffentlichung: 24. Juni 2017 Labelveröffentlichung    |
| 2019 | Rock am Ring Sonic Boom (Sonic)                                      | Erstveröffentlichung: 1. November 2019 Labelveröffentlichung |
| 2020 | Bleed the Freaks – Live Radio Broadcast Pearl Hunters Records (PHR)  | Erstveröffentlichung: 9. Dezember 2020 Labelveröffentlichung |
| 2022 | Blood from a Stone Musique de Soliel (MDS)                           | Erstveröffentlichung: 5. April 2022 Labelveröffentlichung    |

### Lieder
| Jahr | Titel Album                          | Anmerkungen                                                                      |
| ---- | ------------------------------------ | -------------------------------------------------------------------------------- |
| 2019 | Rooster (Live) Live in Atlantic City | Erstveröffentlichung: 25. Januar 2019 Heart feat. Alice in Chains & Duff McKagan |
| 2019 | Would? (Live) Live in Atlantic City  | Erstveröffentlichung: 25. Januar 2019 Heart feat. Alice in Chains & Duff McKagan |

| Jahr | Titel Soundtrack                      | Anmerkungen                            |
| ---- | ------------------------------------- | -------------------------------------- |
| 1992 | Would? Singles – Gemeinsam einsam     | Erstveröffentlichung: 2. Juni 1992     |
| 1993 | What the Hell Have I Last Action Hero | Erstveröffentlichung: 8. Juni 1993     |
| 1994 | Got Me Wrong Clerks – Die Ladenhüter  | Erstveröffentlichung: 18. Oktober 1994 |
| 2006 | Them Bones Riding Giants              | Erstveröffentlichung: 8. März 2006     |
| 2009 | Rooster Terminator: Die Erlösung      | Erstveröffentlichung: 19. Mai 2009     |

### Videoalben
| Jahr | Titel Musiklabel                               | Anmerkungen                                                   |
| ---- | ---------------------------------------------- | ------------------------------------------------------------- |
| 1995 | A History of Alice in Chains Sony Music (Sony) | Erstveröffentlichung: 1995 Veröffentlichung nur in Australien |

## Statistik

### Chartauswertung
|                     | DE    | AT    | CH    | UK    | US     | Rock      |
| ------------------- | ----- | ----- | ----- | ----- | ------ | --------- |
| Nummer-eins-Alben   | DE—DE | AT—AT | CH—CH | UK—UK | US2US  | Rock3Rock |
| Top-10-Alben        | DE1DE | AT1AT | CH1CH | UK2UK | US6US  | Rock4Rock |
| Alben in den Charts | DE8DE | AT6AT | CH6CH | UK7UK | US14US | Rock6Rock |

|                       | DE    | AT    | CH    | UK    | US    | Rock      |
| --------------------- | ----- | ----- | ----- | ----- | ----- | --------- |
| Nummer-eins-Singles   | DE—DE | AT—AT | CH—CH | UK—UK | US—US | Rock2Rock |
| Top-10-Singles        | DE—DE | AT—AT | CH—CH | UK—UK | US—US | Rock3Rock |
| Singles in den Charts | DE—DE | AT—AT | CH—CH | UK6UK | US1US | Rock8Rock |

|                          | DE    | AT    | CH    | UK    | US    | Rock      |
| ------------------------ | ----- | ----- | ----- | ----- | ----- | --------- |
| Nummer-eins-Videoalben   | DE—DE | AT—AT | CH—CH | UK—UK | US—US | Rock—Rock |
| Top-10-Videoalben        | DE—DE | AT—AT | CH—CH | UK—UK | US1US | Rock—Rock |
| Videoalben in den Charts | DE—DE | AT—AT | CH—CH | UK—UK | US3US | Rock—Rock |

### Auszeichnungen für Musikverkäufe
| Silberne Schallplatte - Vereinigtes Königreich - 2025: für das Lied Nutshell Goldene Schallplatte - Australien - 1996: für das Album Alice in Chains - 2008: für das Album MTV Unplugged - Kanada - 1996: für das Album MTV Unplugged - 2010: für das Album Black Gives Way to Blue - Neuseeland - 1993: für das Album Dirt - 1996: für das Album MTV Unplugged - 1999: für das Album Nothing’s Safe: Best of the Box - 2024: für das Album Greatest Hits - Portugal - 2022: für die Single Would? | Platin-Schallplatte - Australien - 2022: für das Album Dirt - Kanada - 1993: für das Album Dirt - 1996: für das Album Alice in Chains - Neuseeland - 1994: für das Album Jar of Flies - 2022: für die Single Would? - Vereinigte Staaten - 2022: für das Lied Nutshell 2× Platin-Schallplatte - Kanada - 1994: für das Album Jar of Flies |

Anmerkung: Auszeichnungen in Ländern aus den Charttabellen bzw. Chartboxen sind in ebendiesen zu finden.
| Land/RegionAuszeichnungen für Musikverkäufe (Land/Region, Auszeichnungen, Verkäufe, Quellen) | Silber     | Gold       | Platin       | Verkäufe   | Quellen                           |
| -------------------------------------------------------------------------------------------- | ---------- | ---------- | ------------ | ---------- | --------------------------------- |
| Australien (ARIA)                                                                            | —          | 2× Gold2   | Platin1      | 140.000    | aria.com.au                       |
| Kanada (MC)                                                                                  | —          | 2× Gold2   | 4× Platin4   | 490.000    | musiccanada.com                   |
| Neuseeland (RMNZ)                                                                            | —          | 4× Gold4   | 2× Platin2   | 75.000     | aotearoamusiccharts.co.nz NZ2 NZ3 |
| Portugal (AFP)                                                                               | —          | Gold1      | —            | 5.000      | Einzelnachweise                   |
| Vereinigte Staaten (RIAA)                                                                    | —          | 10× Gold10 | 27× Platin27 | 30.650.000 | riaa.com                          |
| Vereinigtes Königreich (BPI)                                                                 | 8× Silber8 | Gold1      | —            | 1.000.000  | bpi.co.uk                         |
| Insgesamt                                                                                    | 8× Silber8 | 20× Gold20 | 34× Platin34 |            |                                   |